# Cucumis prophetarum
Cucumis prophetarum là một loài thực vật có hoa trong họ Cucurbitaceae. Loài này được L. mô tả khoa học đầu tiên năm 1755.